# Tashahhud
 (septembre 2022).
La mise en forme du texte ne suit pas les recommandations de Wikipédia : il faut le « wikifier ».
Les points d'amélioration suivants sont les cas les plus fréquents. Le détail des points à revoir est peut-être précisé sur la page de discussion.
- Les titres sont pré-formatés par le logiciel. Ils ne sont ni en capitales, ni en gras.
- Le texte ne doit pas être écrit en capitales (les noms de famille non plus), ni en gras, ni en italique, ni en « petit »…
- Le gras n'est utilisé que pour surligner le titre de l'article dans l'introduction, une seule fois.
- L'italique est rarement utilisé : mots en langue étrangère, titres d'œuvres, noms de bateaux, etc.
- Les citations ne sont pas en italique mais en corps de texte normal. Elles sont entourées par des guillemets français : « et ».
- Les listes à puces sont à éviter, des paragraphes rédigés étant largement préférés. Les tableaux sont à réserver à la présentation de données structurées (résultats, etc.).
- Les appels de note de bas de page (petits chiffres en exposant, introduits par l'outil «  Source ») sont à placer entre la fin de phrase et le point final[comme ça].
- Les liens internes (vers d'autres articles de Wikipédia) sont à choisir avec parcimonie. Créez des liens vers des articles approfondissant le sujet. Les termes génériques sans rapport avec le sujet sont à éviter, ainsi que les répétitions de liens vers un même terme.
- Les liens externes sont à placer uniquement dans une section « Liens externes », à la fin de l'article. Ces liens sont à choisir avec parcimonie suivant les règles définies. Si un lien sert de source à l'article, son insertion dans le texte est à faire par les notes de bas de page.
- La présentation des références doit suivre les conventions bibliographiques. Il est recommandé d'utiliser les modèles {{Ouvrage}}, {{Chapitre}}, {{Article}}, {{Lien web}} et/ou {{Bibliographie}}. Le mode d'édition visuel peut mettre en forme automatiquement les références.
- Insérer une infobox (cadre d'informations à droite) n'est pas obligatoire pour parachever la mise en page.

Pour une aide détaillée, merci de consulter Aide:Wikification.
Si vous pensez que ces points ont été résolus, vous pouvez retirer ce bandeau et améliorer la mise en forme d'un autre article.
Durant la prière (salat) en islam, tous les deux rakat, et surtout à la dernière unité de prière, juste avant la salutation finale le musulman doit réciter le tashahhud (sens : de témoigner) en pointant l'index de sa main droite et fixant celui-ci du regard. Il s’agit d’une obligation, si cette récitation est manquante la prière n'est pas valide.
Le tashahhud comme il est dit, doit être aussi récité à la 3eme rakat dans la prière du Maghrib.

## Origine
Il existe plusieurs versions du tashahhud,, en effet bien que la structure de base reste sensiblement la même, la formulation peut varier selon le compagnon qui recevait, puis transmettait, cet enseignement du Prophète.
Ibn Abbas a dit : "Le Messager de Dieu nous enseignait le tashahhud comme il nous enseignait une sourate du Coran".

## La formulation du tashahhud dans la prière
Plusieurs formules pour le tashahhud ont été établies sous l'autorité du Messager de Dieu.
En voici une ; rapportée de Omar ibn al-Khattâb par l'imam Malik et al Bayhaqi :
التحيات لله، الزاكيات لله، الطيبات لله، السلام عليك أيها النبي ورحمة الله وبركاته، السلام علينا وعلى عباد الله الصالحين، أشهد أن لا إله إلا الله، وأشهد أن محمداً عبده ورسوله
« At-tahiyyatou lillah, az-zakiyyatou lillah, at-tayyibatou lillah, assalamou 'alayka ayyouha nabiyyou wa rahmatoullahi wa barakatouh, assalamou 'alayna wa 'ala 'ibadillahi assalihin, ashhadou an la ilaha illallah wa ashhadou anna mouhammadan 'abdouhou wa rasoulouh.  » 
Une autre version 
"At tahiyatou lillah az zakiyatou lillah
At taybatou as salawatou lillah
Assalamou ' alayka ayyouhan Nabiyyou
Wa rahmatullahi wa barakatouh
Assalamou ' alayna wa ' ala ‘lbâdillâh is-Salihina
Ach'adou an la ilaha ilah Allah wahdahou la charika lah
Wa ach'adou anna Muhammadan ' abdouhou wa Rassoullouh"
« Les salutations bonnes et pures sont pour Allah. Que la paix soit sur le prophète ainsi que la miséricorde d’Allah et Sa bénédiction. Que la paix soit sur nous et sur les pieux serviteurs d’Allah. J’atteste qu’il n’y a de Dieu autre qu'Allah et que Mohammed est Son serviteur et Son messager. »
Le tashahhud est traditionnellement suivi de la récitation de la salat Ibrahimia :
اللهم صل على سيدينا محمد وعلى آل سيدينا محمد كما صليت على سيدينا إبراهيم وعلى آل سيدينا إبراهيم، وبارك على سيدينا محمد وعلى آل سيدينا محمد كما باركت على سيدينا إبراهيم وعلى آل سيدينا إبراهيم، في العالمين إنك حميد مجيد.
Transcription : « Allahouma salli ‘ala Seydina Muhammad wa ‘ala ali Seydina Muhammad. Kama salayta ‘ala Seydina Ibrahim wa ‘ala ali Seydina Ibrahim. Allahouma barik ‘ala Seydina Muhammad wa ‘ala ali Seydina Muhammad kama barakata ‘ala  Seydina Ibrahim wa ‘ala ali Seydina Ibrahim fil 'alamine. Inaka hamidoun majid. »
« Ô Allah prie sur notre Maitre Muhammad ainsi que sur sa famille. Comme Tu as prié sur notre Maitre Ibrahim ainsi que sur sa famille. Ô Allah béni notre Maitre Muhammad ainsi que sa famille, comme Tu as béni notre Maitre Ibrahim et sa famille, dans l’univers. Tu es certes digne de louanges et de glorifications. »
Puis, la prière est conclue en disant "as salamu aleykoum" en tournant la tête vers la droite (la salutation peut être répétée une seconde fois en tournant la tête à gauche ou bien trois fois -à droite, en face et à gauche- et contenir des mots supplémentaires selon les différentes écoles de jurisprudence sunnites et si la prière est effectuée seul ou en groupe ou bien en tant qu'imam).